# 1063
| [ Edytuj tabelę ]          |                                                            |
| Książę Polski              | - 1058 Bolesław II Szczodry 1076                           |
| Król Angkoru               | - 1048 Udajaditjawarman II 1066                            |
| Król Anglii                | - 1042 Edward Wyznawca 1066                                |
| Król Aragonii i Nawarry    | - 1035 Ramiro I 1063 - 1063 Sancho Ramírez 1094            |
| Hrabia Barcelony           | - 1035 Rajmund Berengar I 1076                             |
| Książę Bawarii             | - 1061 Otto II z Northeimu 1070                            |
| Książę Burgundii           | - 1032 Robert I 1076                                       |
| Cesarz Bizancjum           | - 1059 Konstantyn X Dukas 1067                             |
| Cesarz Chin                | - 1022 Song Renzong 1063 - 1063 Song Yingzong 1067         |
| Książę Czech               | - 1061 Wratysław II 1092                                   |
| Król Danii                 | - 1047 Swen II Estrydsen 1074                              |
| Władca Egiptu              | - 1036 Al-Mustansir 1094                                   |
| Król Francji               | - 1060 Filip I 1108                                        |
| Król Gruzji                | - 1027 Bagrat IV 1072                                      |
| Hrabia Holandii            | - 1061 Dirk V 1091                                         |
| Cesarz Japonii             | - 1045 Go-Reizei 1068                                      |
| Kalif                      | - 1031 Al-Ka’im 1075                                       |
| Król Kastylii              | - 1035 Ferdynand I Wielki 1065                             |
| Wielki książę Kijowa       | - 1054 Izjasław I 1068                                     |
| Patriarcha Konstantynopola | - 1059 Konstantyn III Lichudes 1063                        |
| Władca Korei               | - 1046 Munjong 1083                                        |
| Król Leónu                 | - 1037 Ferdynand I Wielki 1065                             |
| Władca Maroka              | - 1056 Abu Bakr ibn Umar 1070                              |
| Król Norwegii              | - 1045 Harald III Srogi 1066                               |
| Książę Obodrzyców          | - 1043 Gotszalk 1066                                       |
| Hrabia Palatynatu          | - 1061 Herman II Luksemburski 1085                         |
| Papież                     | - 1061 Aleksander II 1073                                  |
| Hrabia Portugalii          | - 1050 Nuno II 1071                                        |
| Książę Saksonii            | - 1059 Ordulf 1072                                         |
| Sułtan Seldżuków           | - 1055 Tughril Beg 1063 - 1063 Alp Arslan bin Chaghri 1072 |
| Król Szkocji               | - 1058 Malcolm III 1093                                    |
| Król Szwecji               | - 1060 Stenkil Ragnvaldsson 1066                           |
| Doża Wenecji               | - 1043 Domenico Contarini 1071                             |
| Król Węgier                | - 1061 Bela I 1063 - 1063 Salomon 1074                     |

Rok 1063 / MLXIII
stulecia: X wiek ~
XI wiek ~
XII wiek

lata: 1053 «
1058 «
1059 «
1060 «
1061 «
1062 «
1063
» 1064
» 1065
» 1066
» 1067
» 1068
» 1073

## Wydarzenia na świecie
- Europa
  - Utworzono biskupstwo w Ołomuńcu
  - Papież Aleksander II wezwał do wyparcia muzułmanów z Hiszpanii

## Zmarli
- 21 marca – Rycheza Lotaryńska, żona Mieszka II, pierwsza polska królowa (ur. ok. 996)
- 11 września – Bela I, król Węgier (ur. ok. 1016)